# Tomoka Takeuchi
Tomoka Takeuchi (Japans: 竹内 智香,Takeuchi Tomoka) (Asahikawa, 21 december 1983) is een Japanse snowboardster. Ze vertegenwoordigde haar vaderland op de Olympische Winterspelen 2002 in Salt Lake City, op de Olympische Winterspelen 2006 in Turijn, op de Olympische Winterspelen 2010 in Vancouver, op de Olympische Winterspelen 2014 in Sotsji en op de Olympische Winterspelen 2018 in Pyeongchang.

## Carrière
Takeuchi maakte haar wereldbekerdebuut in januari 2001 in Kronplatz, een jaar later scoorde ze in Kreischberg haar eerste wereldbekerpunten. In december 2003 behaalde de Japanse in Whistler haar eerste toptienklassering in een wereldbekerwedstrijd, twee maanden later stond ze in Sapporo voor de eerste maal in haar carrière op het podium van een wereldbekerwedstrijd. Op 21 december 2012 boekte Takeuchi in Carezza haar eerste wereldbekerzege.
Takeuchi nam in haar carrière negen keer deel aan de wereldkampioenschappen snowboarden. Haar beste resultaat was de bronzen medaille op de parallelreuzenslalom tijdens de FIS wereldkampioenschappen snowboarden 2015 in Kreischberg.
Takeuchi nam in haar loopbaan vijfmaal deel aan de Olympische Winterspelen. Tijdens de Olympische Winterspelen van 2014 in Sotsji veroverde de Japanse de zilveren medaille op de parallelreuzenslalom.

## Resultaten

### Olympische Winterspelen
| Jaar | Plaats         | Resultaten                                |
| ---- | -------------- | ----------------------------------------- |
| 2002 | Salt Lake City | 22e Parallelreuzenslalom                  |
| 2006 | Turijn         | 9e Parallelreuzenslalom                   |
| 2010 | Vancouver      | 13e Parallelreuzenslalom                  |
| 2014 | Sotsji         | 14e Parallelslalom · Parallelreuzenslalom |
| 2018 | Pyeongchang    | 5e Parallelreuzenslalom                   |

### Wereldkampioenschappen
| Jaar | Plaats               | Resultaten                                                   |
| ---- | -------------------- | ------------------------------------------------------------ |
| 2001 | Madonna di Campiglio | 45e Parallelslalom 42e Parallelreuzenslalom 29e Reuzenslalom |
| 2003 | Kreischberg          | 30e Parallelslalom 39e Parallelreuzenslalom                  |
| 2005 | Whistler             | 7e Parallelslalom 15e Parallelreuzenslalom                   |
| 2007 | Arosa                | 14e Parallelslalom 15e Parallelreuzenslalom                  |
| 2009 | Gangwon              | 13e Parallelslalom 4e Parallelreuzenslalom                   |
| 2011 | La Molina            | 13e Parallelslalom 20e Parallelreuzenslalom                  |
| 2013 | Stoneham             | 7e Parallelslalom 8e Parallelreuzenslalom                    |
| 2015 | Kreischbefg          | 15e Parallelslalom · Parallelreuzenslalom                    |
| 2017 | Sierra Nevada        | 12e Parallelslalom 10e Parallelreuzenslalom                  |

### Wereldbeker
Eindklasseringen
| Seizoen   | Algm | PAR   | PGS    | PSL |
| --------- | ---- | ----- | ------ | --- |
| 2001/2002 | –    | 35e   | –      | –   |
| 2002/2003 | –    | 34e   | –      | –   |
| 2003/2004 | –    | 15e   | –      | –   |
| 2004/2005 | –    | 16e   | –      | –   |
| 2005/2006 | 39e  | 15e   | –      | –   |
| 2006/2007 | 29e  | 15e   | –      | –   |
| 2007/2008 | 23e  | 11e   | –      | –   |
| 2008/2009 | 6e   | Brons | –      | –   |
| 2009/2010 | 28e  | 17e   | –      | –   |
| 2010/2011 | 12e  | 8e    | –      | –   |
| 2011/2012 | –    | 10e   | –      | –   |
| 2012/2013 | –    | 7e    | Brons  | 30e |
| 2013/2014 | –    | 5e    | Zilver | 34e |
| 2014/2015 | –    | 9e    | 4e     | 15e |
| 2015/2016 | –    | 15e   | 8e     | 20e |
| 2016/2017 | –    | 12e   | 5e     | 43e |
| 2017/2018 | –    | 19e   | 18e    | 30e |

Wereldbekerzeges
| Datum            | Plaats  | Onderdeel            |
| ---------------- | ------- | -------------------- |
| 21 december 2012 | Carezza | Parallelreuzenslalom |